# Теорема про суму кутів трикутника

Сума кутів трикутника або розгорнутому куту.

Теорема про суму кутів трикутника стверджує, що у евклідовому просторі сума кутів трикутника дорівнює 180°.
Еквівалентні формулювання такі. Сума кутів трикутника дорівнює π радіан, розгорнутому куту, двом прямим кутам, або пів-оберту.
Довгий час було не відомо, чи буде в інших геометріях сума кутів відмінною. Пошук відповіді на це питання суттєво вплинув на математику у 19 столітті. Врешті-решт, було отримано позитивну відповідь: в інших просторах (геометріях) сума кутів трикутника може бути більше або менше, і сума кутів залежить від вибраного трикутника. Відмінність суми від 180° називається дефектом трикутника і використовується як характеристика геометрії простору.

## Сума кутів у евклідовій геометрії
Для плаского многокутника в евклідовій площині сума кутів обчислюється за формулою
{\displaystyle (n\cdot 180^{\circ })-360^{\circ }=(n-2)\cdot 180^{\circ },}
де {\displaystyle n} — кількість сторін багатокутника.

### Приклади
Обчислимо суми кутів три-, чотири-, та п'ятикутника:
- для трикутника ({\displaystyle n=3}): {\displaystyle (n-2)\cdot 180^{\circ }=(3-2)\cdot 180^{\circ }=180^{\circ }}
- для чотирикутника ({\displaystyle n=4}): {\displaystyle (n-2)\cdot 180^{\circ }=(4-2)\cdot 180^{\circ }=360^{\circ }}
- для п'ятикутника ({\displaystyle n=5}): {\displaystyle (n-2)\cdot 180^{\circ }=(5-2)\cdot 180^{\circ }=540^{\circ }}

## Еквівалентні твердження
У евклідовій геометрії постулат про трикутник стверджує, що сума кутів трикутника дорівнює двом прямим кутам. Це твердження еквівалентне постулату про паралельні прямі. За умови, що виконуються аксіоми евклідової геометрії, наступні твердження є еквівалентними:
- Постулат про трикутник: Сума кутів трикутника дорівнює двом прямим кутам.
- Аксіома Плейфайєра: Через точку, що не лежить на заданій прямій, можна провести одну і лише одну пряму, паралельну даній.
- Аксіома Прокла: Якщо пряма перетинає одну з двох паралельних ліній, то вона повинна перетинати й іншу.[3]
- Постулат рівновіддаленості: Паралельні прямі рівновіддалені (тобто, відстань від будь-якої точки однієї прямої до іншої прямої одна й та ж сама).
- Властивість площі трикутника: Площа трикутника може бути скільки завгодно великою.
- Властивість трьох точок: Будь-які три точки лежать або на прямій або на колі.
- Теорема Піфагора: У прямокутному трикутнику квадрат гіпотенузи дорівнює сумі квадратів катетів.[1]